# مقاطعة سانت لويس (ميزوري)
مقاطعة سانت لويس (بالإنجليزية: St. Louis County)‏ هي إحدى المقاطعات في ولاية ميزوري في الولايات المتحدة الأمريكية.

## توأمة
لمقاطعة سانت لويس (ميزوري) اتفاقيات توأمة مع:
- سامارا

## أعلام
- فرد أندروود
- جو سميث
- دان كارول
- والتر نايلور ديفيس
- جيم شابن